# جائزة بلنسية الكبرى للدراجات النارية 2014
جائزة بلنسية الكبرى للدراجات النارية 2014 هو سباق دراجات نارية أقيم بتاريخ 9 نوفمبر 2014 في حلبة ريكاردو تورمو، بلنسية، منطقة بلنسية، إسبانيا. كان الجولة الثامنة عشر من أصل 18 في سباق الجائزة الكبرى للدراجات النارية موسم 2014. فاز مارك ماركيث بفئة الموتو جي بي بينما جاء فالنتينو روسي في المركز الثاني وحصل على المركز الثالث داني بيدروسا. فاز بفئة الموتو 2 السويسري توماس لوثي.

## وصلات خارجية
- الموقع الرسمي